# オーロラ・オーストラリス
オーロラ・オーストラリス（Aurora Australis）は、オーストラリアの砕氷船、南極観測船である。船名は南極のオーロラを意味する。

## 概要
「オーロラ・オーストラリス」は、オーストラリア南極局が運用している。南極への輸送および科学観測のため南極局が長期チャーター契約を結んでいるが、任務のないときは船主であるP&Oが使用することもある。ニューサウスウェールズ州のCarrington Slipwaysで建造された。砕氷船としての認証はIce Class 1A Super（ロイド船級協会）で、厚さ1.23mの一年氷を2.5ノットの船速で連続砕氷可能である。
船内には8つの研究室と採取サンプルの冷凍保管庫など研究者のための設備が整っており、海洋生物の採集器やそれを引き上げるウィンチなど各種観測機器を備えている。2012年には地球温暖化に関する研究の一環として、マルチビームソナーを搭載した無人潜水ロボットを使い、海中から3Dマッピングで海氷の厚みを計測する国際共同調査を行った。
観測拠点への輸送能力としては、1600m3の貨物スペースに加えコンテナ40個を積載可能。荷役のため前後甲板にクレーンを1基ずつ備え、空輸手段として中型ヘリコプター3機分の格納庫とヘリコプター甲板を持つ。
タスマニアのホバートを母港とし、オーストラリアの南極観測拠点（ケーシー基地、デイビス基地、モーソン基地）および亜南極の観測拠点（マッコーリー島基地）に対する物資・人員の輸送任務に就いている。

## 船歴
1998年にスクリュー故障のため海氷に閉じ込められた時、日本の南極観測船「初代しらせ」による砕氷と曳航により救出されたことがある。
初代しらせが2008年4月の第49次南極観測隊帰国後に退役となるものの、後継船の2代目「しらせ」が予算不承認で2009年度の就役と予定より遅れたことから、2008年秋出発の第50次隊の輸送では日本政府によって「オーロラ・オーストラリス」を代船としてチャーターして対応することになった。
2013年12月24日、ロシアの耐氷貨物船「アカデミック・ショカリスキー」が南極海で流氷に閉じ込められた際に、「オーロラ・オーストラリス」は救助に向かった。中国の砕氷船「雪竜」が搭載ヘリコプターで救出した事故船の乗船者52名を収容し、母港ホバートに帰還した。
2016年2月24日にモーソン基地沖で座礁した。沈没は免れたものの、船体への負荷を減らすため、オーストラリア観測隊の隊員や物資の救出には日米中各国が協力した。うち日本の「2代目しらせ」は隊員66人とヘリコプター3機をケーシー基地に送り届けた。
船齢30年で更新するとともに、大幅に強化された補給・科学調査能力によってオーストラリアの今後の長期的南極戦略を担うべき砕氷船として「ヌイーナ」が建造され、2021年に就役した。これに伴って本船は2020年5月に退役した。